# Fuerte Agüi
El Castillo San Miguel de Agüi (Agui o Ahui) —más conocido como Fuerte Agüi (Agui o Ahui)— es una fortificación localizada en la península de Lacuy, a 26 km de Ancud, cuya data de construcción se remonta a 1779; se la considera como uno de los últimos bastiones hispanos de América del Sur, y pertenecía al conjunto de fortificaciones o fortalezas situados en la bahía de Ancud que se crearon en el período de la Colonia de Chile, durante el Gobierno de Chiloé en el periodo dependiente al Virreinato del Perú. Pertenece al conjunto de monumentos nacionales de Chile desde 1991 en virtud del D. S. 127 del 29-04-1991.
Su principal misión era la defensa de la ciudad de San Carlos de Chiloé —actual Ancud— de potencias coloniales extranjeras, piratas y corsarios. Además, servía de base de suministros para las embarcaciones españolas que atravesaban hacia la Isla de Chiloé, y protegía el ingreso por el oeste del Canal de Chacao.

## 

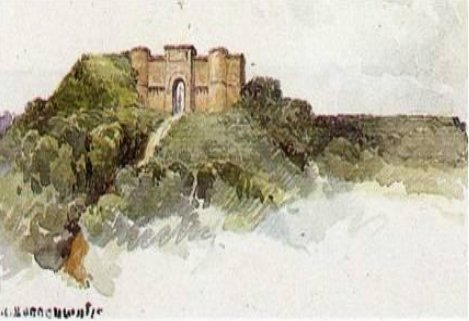
Puerta fortificada del Fuerte Agüi, 1911

## SigloXIX

### Combate de Agüi
El 18 de febrero del año 1820, el Fuerte Agüi es atacado por el Ejército de Chile en el marco de las Campañas de Chiloé que buscaban la anexión del archipiélago a la República de Chile. Este enfrentamiento involucró a más de 300 soldados por el bando realista y 60 por el bando chileno, y terminó con un triunfo por parte de los primeros. Este enfrentamiento paralizaría los intentos independentistas por incorporar el archipiélago a la soberanía chilena hasta 1824. Tras la victoria chilena en la batalla de Bellavista el 14 de enero de 1826 y el fin de la guerra, la guarnición entregó el fuerte unos días después.

### Expedición de Freire
A mediados del año 1836, el expresidente Ramón Freire decide volver de su exilio en Perú, y con la ayuda de dos navíos de la Confederación Perú-Boliviana inicia un viaje a Chile con la intención de tomar el Archipiélago de Chiloé e iniciar una revuelta en contra del gobierno conservador de José Joaquín Prieto. Las intenciones del expresidente fueron conocidas por los tripulantes de los dos buques de la confederación; el ya mencionado Orbegoso, se le suma Monteagudo, quien en su mayoría estaba compuesto por chilenos. Posteriormente, Freire es condenado al destierro, primeramente a la  Isla Juan Fernández para luego su ex-tradición a Sídney, Australia.

## SigloXX

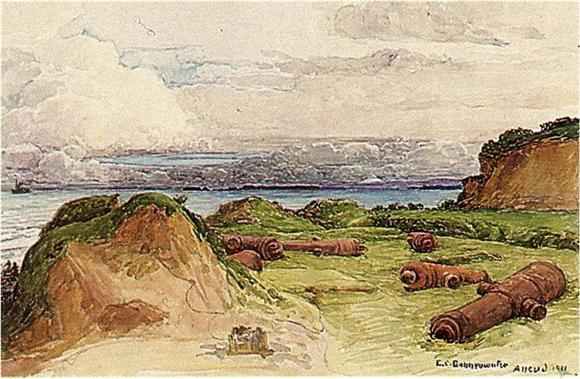
Acuarela de los cañones abandonados del Fuerte Agüi, 1911

Luego de la independencia el fuerte siguió en operaciones bajo el control de la Armada de Chile al menos hasta los primeros años del siglo XX. Durante este periodo se le hicieron una serie de adecuaciones, así como también se le renovó su artillería, parte de la cual es la que se encuentra hoy en el sitio.
Cuando el pintor francés Ernesto Courtois Bonnencontre visitó la zona en 1911, la fortificación ya se encontraba en ruinas. A este abandono se sumó el impacto del terremoto de 1960, que destruyó los calabozos subterráneos y terminó por desmoronar la puerta fortificada.